# Botswanas fodboldlandshold
Botswanas fodboldlandshold repræsenterer Botswana i fodboldturneringer og kontrolleres af Botswanas fodboldforbund.
| Fodbold | Spire Denne artikel om et fodboldlandshold er en spire som bør udbygges. Du er velkommen til at hjælpe Wikipedia ved at udvide den. |